# André Leon Talley
André Leon Talley (16 oktober 1948 – 18 januari 2022) was een Amerikaanse modejournalist, stylist, auteur, televisiepersoonlijkheid en creatief directeur bij Vogue US. Hij heeft diverse functies bekleed binnen het modetijdschrift, waaronder chef mode van 1983 tot 1987, creatief directeur van 1988 tot 1995 en daarna editor-at-large van 1998 tot 2013. Talley was de eerste Afro-Amerikaanse creatief directeur bij Vogue US. Hij wordt door velen beschouwd als een mode-icoon en stond bekend om zijn steun aan opkomende modeontwerpers en zijn inzet voor diversiteit in de mode-industrie. Zijn stijl werd gekenmerkt door capes, kaftans en gewaden. Daarnaast was Talley een jurylid bij het reality-tv-programma America's Next Top Model.

## Biografie
Talley werd geboren op 16 oktober 1948 in Washington D.C. als zoon van Alma Ruth Davis en William Carroll Talley. Hij is opgevoed in Durham, North Carolina, door zijn grootmoeder Bennie Francis Davis. Zij was werkzaam als schoonmaker op de studentencampus van Duke University.
Talley groeide op ten tijde van de Jim Crow-wetten, waar segregatie de sociale grenzen bepaalde. Op jonge leeftijd werd hij geconfronteerd met zowel racisme als seksueel misbruik; Talley gaf aan herhaaldelijk te zijn bekogeld met stenen door witte studenten, en slachtoffer te zijn geweest van seksueel geweld. Zijn interesse in mode en Frankrijk diende als een vorm van escapisme. Toen hij rond de 9 of 10 jaar oud was, stuitte Talley in de lokale bibliotheek voor het eerst op een exemplaar van Vogue. Het tijdschrift maakte een grote indruk op hem en was zijn eerste kennismaking met de wereld van glamour, kunst en cultuur. Hij beschouwde Vogue als zijn toegang tot een wereld buiten Durham. Zijn grootmoeder stimuleerde zijn liefde voor mode en achtte het van belang om zich fatsoenlijk en verzorgd te presenteren. Op zondagochtenden werd de kerkdienstkleding zorgvuldig uitgekozen. Talley stelt dat Zuidelijke Afro-Amerikaanse kerken niet alleen plaatsen van geloof waren, maar ook gelegenheden om traditionele normen, waarden en zelfrespect te leren, waarbij kleding een belangrijke rol speelde in het uitdrukken van diens identiteit. Talley was een francofiel en ontwikkelde een liefde voor Frankrijk door het zien van Julia Child op televisie.
Talley behaalde zijn middelbareschooldiploma aan de Hillside High School in 1966. Hij vervolgde zijn academische loopbaan aan de North Carolina Central University, waar hij in 1970 afstudeerde met een Bachelor of Arts in Franse literatuur. Hij won een studiebeurs voor Brown-universiteit, waar hij in 1972 een Master of Arts in de Franse literatuur behaalde. Zijn masterscriptie betrof de invloed van zwarte vrouwen op het werk van de Franse dichter Charles Baudelaire.

## Carrière
Tijdens zijn studententijd ontmoette Talley moderedacteur Carrie Donovan, die destijds werkzaam was bij Vogue. Deze ontmoeting overtuigde hem om naar New York te verhuizen. Eenmaal in Manhattan (New York), schreef de vader van een schoolvriend een aanbevelingsbrief voor Talley aan Diana Vreeland. Dit maakte mogelijk dat Talley in 1974 als onbetaalde stagiaire aan de slag ging voor Vreeland bij het Costume Institute van het Metropolitan Museum of Art. Hier zegt hij de "taal van stijl, fantasie en literatuur" geleerd te hebben. Onder de indruk van zijn vaardigheden regelde Vreeland dat Talley ging werken bij Andy Warhol's Factory. Na enige tijd bood Warhol hem een positie aan bij het tijdschrift INTERVIEW.
Einde jaren zeventig maakte Talley zijn start als moderedacteur bij Women's Wear Daily (WWD). Van 1978 tot 1980 woonde hij tijdelijk in Parijs, waar hij het WWD-bureau leidde. Hij werkte ook voor W, The New York Times, Ebony en andere publicaties, voordat hij bij Vogue terechtkwam. Talley werkte van 1983 tot 1987 bij Vogue als chef mode en daarna van 1988 tot 1995 als creatief directeur. In deze rol spoorde hij topontwerpers aan om meer zwarte modellen in hun shows te laten zien. In 1995 stopte Talley als creatief directeur bij Vogue, terwijl hij bleef werken als redacteur, om in Parijs te werken voor het tijdschrift W. Drie jaar later keerde hij terug naar Vogue als editor-at-large, een functie die hij bekleedde tot zijn vertrek in 2013.
Van maart 2010 tot en met december 2011 maakte Talley deel uit van de jury voor America's Next Top Model (van seizoen 14 tot en met seizoen 17). Na zijn vertrekt bij Vogue werkte hij kort als editor-at-large bij Numéro Russia, waar hij weer vertrok in 2014 nadat hij kwam te weten over de talrijke anti-LHBTI-wetten in Rusland. In april 2017 begon Talley met het presenteren van zijn eigen radioshow gericht op mode en popcultuur bij het Amerikaanse satellietradio- en online streamingbedrijf Sirius XM.

## Persoonlijk leven
In 2007 stond Talley op de 45e plaats in de lijst "50 Most Powerful Gay Men and Women in America" van het tijdschrift Out. Tijdens zijn bezoek aan het praatprogramma The Wendy Williams Show op 29 mei 2018 werd hij gevraagd naar zijn seksuele geaardheid. Hierop antwoordde Talley: "Nee, ik ben niet heteroseksueel; ik zeg dat ik fluïde ben in mijn seksualiteit, lieverd."
Talley was een praktiserend christen en bezocht de Abyssinian Baptist Church in Harlem. In 2018 schreef moderedacteur Robin Givhan dat Talley's visie op schoonheid en elegantie werden gevormd door zijn ervaringen en identiteit als lange, Afro-Amerikaanse man opgegroeid in het Zuiden van de Verenigde Staten, en zijn religieuze achtergrond.
Talley overleed op 18 januari 2022 op 73-jarige leeftijd in een ziekenhuis in White Plains, New York, als gevolg van complicaties na een hartaanval.

## Nalatenschap
Talley's carrière als modejournalist besloeg zes decennia, gedurende welke hij veel respect en lof ontving binnen de mode-industrie. Hierdoor wordt hij door velen gezien als een mode-icoon. Zijn imago is synoniem geworden met zijn kenmerkende mode-items: capes, gewaden en kaftans. Veel van deze gewaden werden op maat voor hem gemaakt door zijn beroemde ontwerpersvrienden, waaronder Tom Ford, Karl Lagerfeld, Diane von Fürstenberg, Ralph Rucci, Valentino, Dapper Dan en Patience Torlowei.
Gedurende zijn tijd bij Vogue en in de mode-industrie pleitte Talley herhaaldelijk voor meer diversiteit. Zijn inzet begon op de catwalk, waar hij zich sterk maakte voor de zichtbaarheid van zwarte modellen, maar groeide al snel uit tot een bredere beweging die invloed had op alle facetten van de sector. Talley wordt erkend als een pionier die de deuren opende voor mensen van kleur in mode-industrie. Verschillende modeprofessionals benadrukken de grote invloed van André Leon Talley op hun carrières en op de mode-industrie als geheel, waaronder Edward Enninful, Pierre A. M'Pelé en Gabriella Karefa-Johnson.

## Boeken

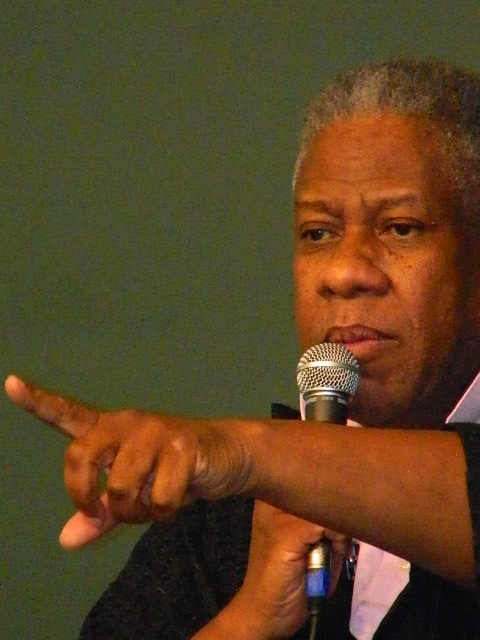
Talley beantwoordt vragen tijdens een boeksignering in New York, 10 juni 2013

- Met Richard Bernstein, MegaStar, met een inleiding van Paloma Picasso, Indigo Books, 1984, ISBN 978-0-394-62305-4
- ALT: A Memoir, Villard, 2003, ISBN 0-375-50828-7
- ALT 365+, ontworpen door Sam Shahid, powerHouse Books, 2005, ISBN 1-57687-240-8
- The Chiffon Trenches: A Memoir, Ballantine, 2020, ISBN 9780593129258

## Filmografie
| Jaar        | Titel                                      | Rol      | Opmerking                                                     | Referentie |
| ----------- | ------------------------------------------ | -------- | ------------------------------------------------------------- | ---------- |
| 2006        | "Say Somethin'"                            | Zichzelf | Mariah Carey's muziekvideo (gastrol)                          | [ 26 ]     |
| 2007        | The Hills                                  | Zichzelf | Seizoen 2, Aflevering 11 - "Everybody Falls"                  | [ 27 ]     |
| 2008        | Sex and the City                           | Zichzelf | Filmrol (gastrol)                                             | [ 28 ]     |
| 2008        | Valentino: The Last Emperor                | Zichzelf | Filmrol (gastrol)                                             | [ 29 ]     |
| 2009        | The September Issue                        | Zichzelf | Documontaire                                                  | [ 30 ]     |
| 2010 - 2011 | America's Next Top Model                   | Zichzelf | Seizoen 14 t/m 17 (jurylid)                                   | [ 15 ]     |
| 2015        | Empire                                     | Zichzelf | Televisierol, Seizoen 2, Aflevering 1 - "The Devils Are Here" | [ 31 ]     |
| 2016        | The First Monday in May                    | Zichzelf | Documontaire                                                  | [ 32 ]     |
| 2017        | Manolo: The Boy Who Made Shoes for Lizards | Zichzelf | Documontaire                                                  | [ 33 ]     |
| 2017        | The Gospel According to André              | Zichzelf | Documontaire                                                  | [ 34 ]     |
| 2019        | The Capote Tapes                           | Zichzelf | Documontaire                                                  | [ 35 ]     |
| 2022        | Finding Your Roots                         | Zichzelf | Seizoen 8, Aflevering 10 - "Where Did We Come From?"          | [ 36 ]     |

## Prijzen
- 2000: SCAD Lifetime Achievement Award (in 2001 hernoemt tot de André Leon Talley Lifetime Achievement Award)[37]
- 2003: Eugenia Sheppard Award voor modejournalistiek, Council of Fashion Designers of America[38]
- 2008: Eredoctoraat in de Geesteswetenschappen, Savannah College of Art and Design[3]
- 2011: De André Leon Talley Gallery opende in het SCAD Museum of Art[39]
- 2020: Chevalier de l'ordre des Arts et des Lettres - onderscheiding voor kunst en letteren [40]
- 2021: North Carolina Award voor literatuur[41]